# Reloj con pantalla de tablillas

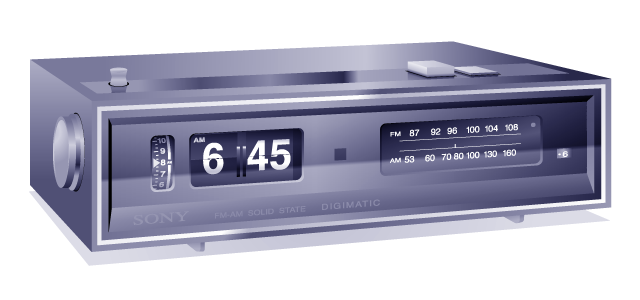
Un radiodespertador de 1969 (Sony Digimatic 8FC-59W) con una pantalla mecánica-digital

Un reloj con pantalla de tablillas (también conocido como "reloj con pantalla de paletas") es un dispositivo para medir el tiempo en el que la hora se muestra mediante un panel mecánico digital, formado por una serie de tarjetas con números representados que van apareciendo sucesivamente a intervalos regulares a medida que el tambor en el que están articuladas va girando.

## Funcionamiento

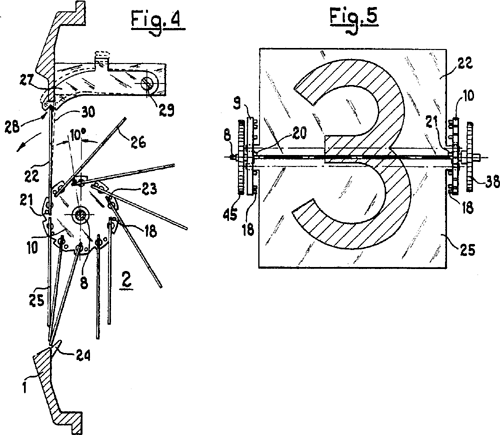
Esquema de una pantalla de tablillas de un reloj digital

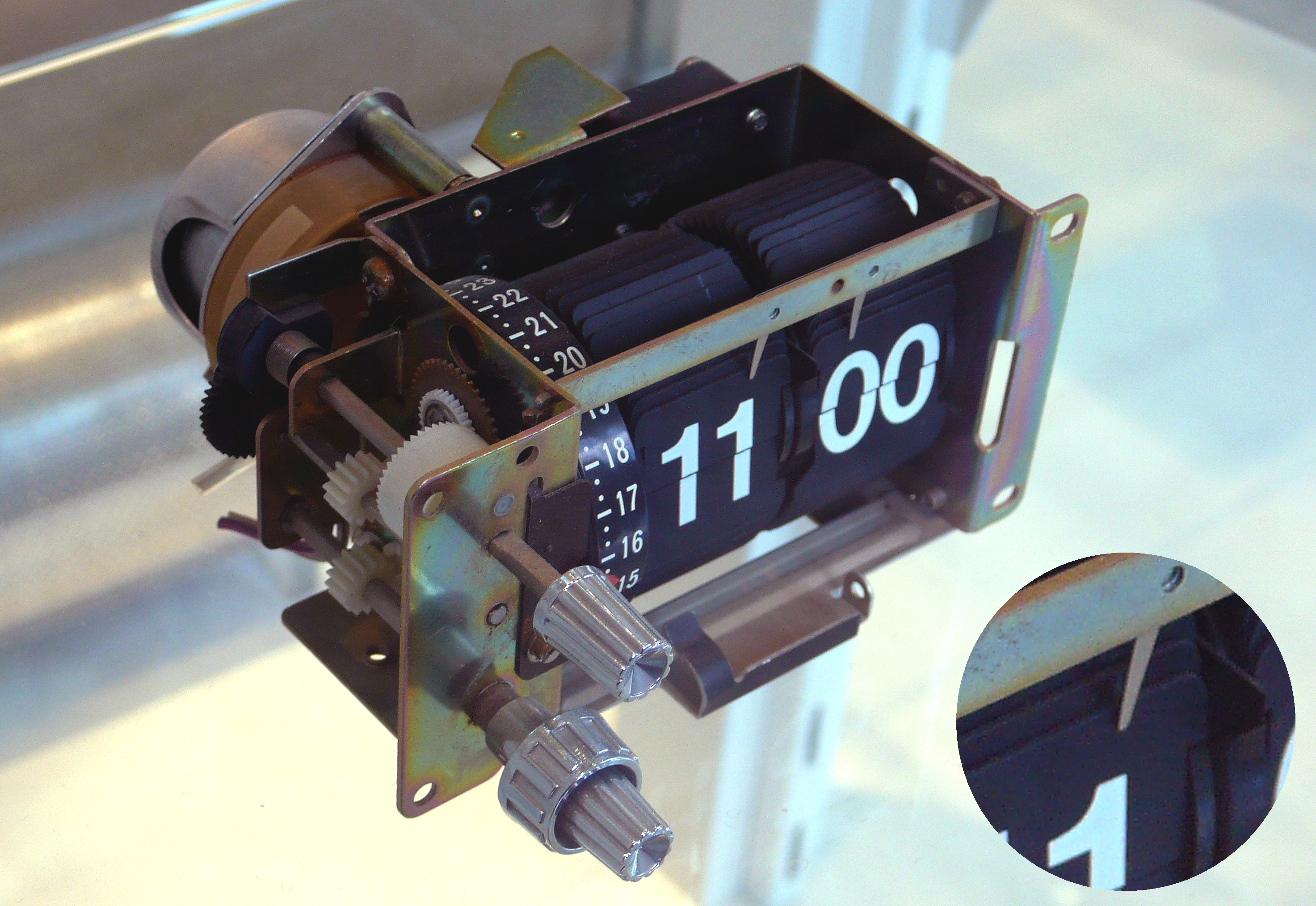
Mecanismo de un despertador con pantalla de tablillas, extraído de su carcasa. En el círculo se ve el detalle de la lengüeta metálica que sujeta la tablilla superior. La rueda estrecha numerada y las perillas de la izquierda son el mecanismo de alarma. Se trata de un reloj eléctrico que se mantiene en hora correcta gracias a la red eléctrica de corriente alterna de 50/60 Hz.
El pequeño gancho que retiene las hojas de las horas hasta que se puede ver vagamente la parte superior de la hora, retraída, en el recuadro.

Un motor eléctrico (a menudo síncrono, si está conectado directamente a una línea de corriente alterna) hace girar dos juegos de ruedas de forma continua a través de un tren de engranajes de reducción: el más rápido rota a una velocidad de 1 revolución por hora, mientras que el más lento lo hace a una velocidad de 1 revolución cada 24 horas. Las ruedas se mueven de forma continua, no paso a paso.
La rueda más rápida tiene conectado a ella un anillo con 60 hojas de plástico planas. En las hojas hay impresos números de modo que, cuando se sostienen dos hojas adyacentes separadas (como en un libro abierto), las dos hojas abiertas forman un número, y al voltearse la hoja superior hacia abajo el número mostrado aumenta en una unidad. El "libro" se abre verticalmente y sus páginas forman un anillo. Este anillo se coloca en posición y gira de modo que una página cae cada minuto, mostrando un nuevo número para los minutos.
La rueda más lenta tiene conectado un anillo similar de hojas, solo que hay 48 hojas en este anillo. Estas hojas tienen números de horas impresos en ellas. Hay dos de cada hora, así: 12am, 12am, 1am, 1am, 2am, 2am, ... 11pm, 11pm en un sistema horario de 12 horas, y 0, 0, 1, 1, 2, 2, ... 23, 23 en un sistema horario de 24 horas. El hecho de tener dos juegos de hojas para cada hora también permite que el reloj alterne entre la visualización de 12 y 24 horas, cada media hora, de la siguiente manera: 12am, 0h, 1am, 1h, 2am, 2h, ... 11pm, 23h. Una hoja cae cada media hora, aproximadamente a los 25 y 55 minutos después de la hora. Un diseño diferente presenta 60 hojas con los números del 1 al 12 repetidos de cinco en cinco, y cada hoja cae después de 12 minutos. La desventaja de este diseño es que los relojes de 24 horas no pueden usar esta configuración, ni hay una manera de mostrar la información "AM" o "PM" en un diseño de 12 horas.
Las tablillas de los minutos 45 a 59 tienen un pequeño diente en sus bordes izquierdos, que apunta hacia las tablillas de las horas. El propósito de este diente es el siguiente: a los 45 minutos después de la hora, el diente empuja un pequeño gancho que sobresale hacia el área de la rueda de las horas. Este gancho atrapará cualquier hoja de horas que caiga (como se mencionó anteriormente, cae de su pestaña de metal unos minutos antes de la hora) hasta que se suelte cuando la hoja de minutos caiga en la parte superior de la hora.

## Horario de verano
En los relojes digitales antiguos con pantallas de tablillas no se puede cambiar la hora hacia atrás, ya que el mecanismo de giro funciona solo en un sentido. En consecuencia, se deben adelantar 23 horas para lograr el efecto de retrasarlos 1 hora al final del horario de verano, aunque también se puede detener el reloj (desconectándolo de la alimentación) durante 1 hora.

## Galería
|  |  |  |  |